# Dự luật Đàm phán Truyền thông Tin tức
Dự luật Đàm phán Truyền thông Tin tức là một luật được đề xuất trong đó các nền tảng công nghệ lớn hoạt động ở Úc phải trả tiền cho các cơ quan báo chí khi tin tức của họ được chia sẻ trên các nền tảng này. Bắt đầu từ tháng 4 năm 2020, khi Chính phủ Úc yêu cầu Ủy ban Cạnh tranh và Người tiêu dùng Úc (ACCC) bắt đầu soạn thảo, dự luật đã nhận được sự ủng hộ rộng rãi trong quốc hội nhưng bị Facebook và Google phản đối kịch liệt.